# 베스페이지

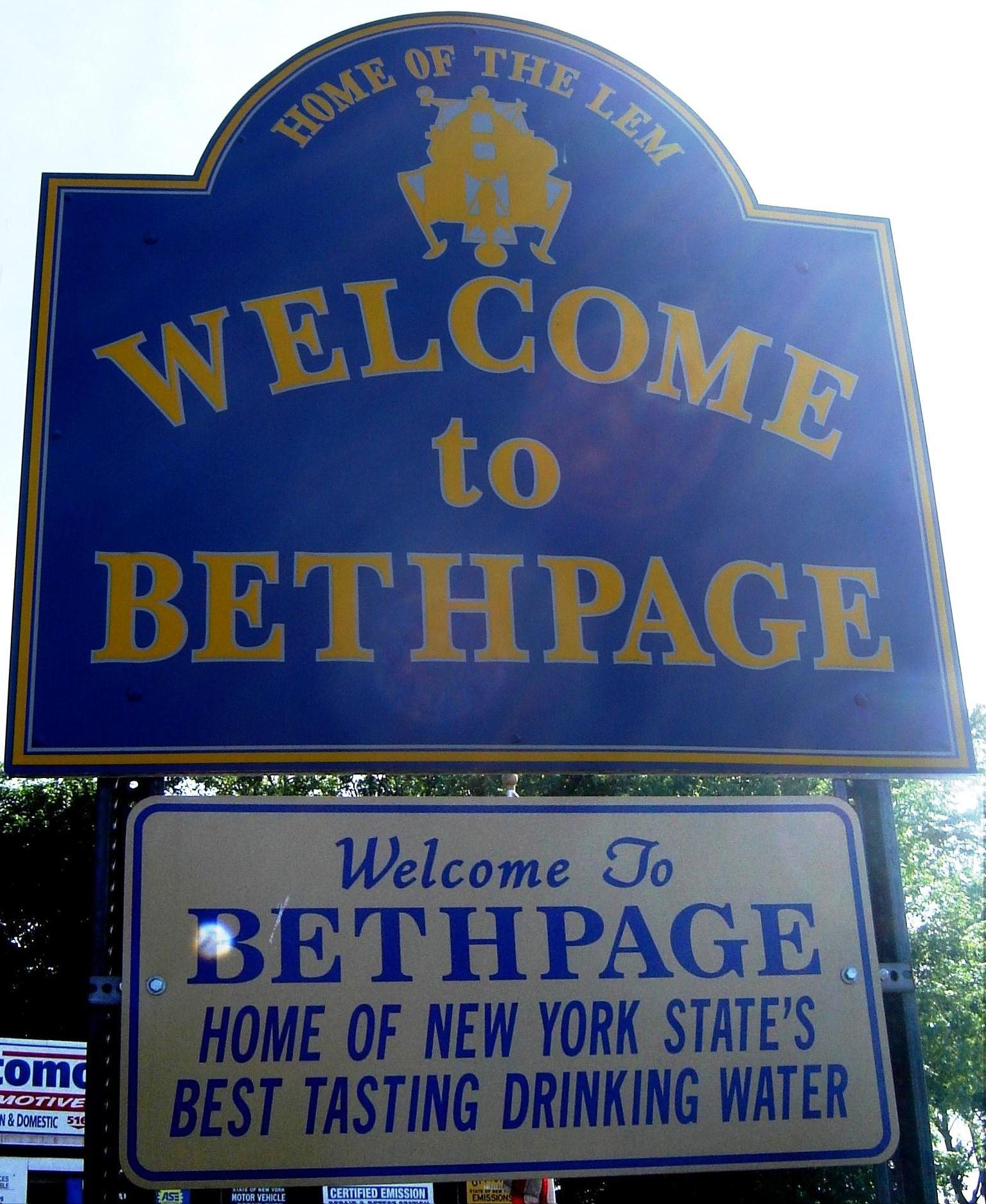
베스페이지

베스페이지(영어: Bethpage)는 미국 뉴욕주의 도시로, 인구는 16,429명이다.